# Genocidi circassià
El genocidi circassià va ser l'assassinat massiu sistemàtic, la neteja ètnica i l'expulsió dels 80-97% de la població circassiana per l'Imperi Rus des de la fi del segle xvii fins ben entrat al segle xix. Vivien a la costa nord-est del Mar Negre, conquerit per Rússia. Va tocar al voltant de 800.000 a 1.500.000 persones, durant i després de la guerra russo-circassiana (1763–1864).
En aquest genocidi, Rússia va assassinar o expulsar cap a l'Imperi Otomà o Pèrsia, principalment els circassians, però també altres pobles musulmans del Caucas en van ser víctimes. Hi ha testimonis de la violència de les forces russes com ara empalar o esquinçar el ventre de dones embarassades. Generals russos com Grigory Zass van descriure els circassians com a «brutícia infrahumana», van glorificar l'assassinat massiu de civils circassians, i van justificar el seu ús en experiments científics, van permetre que els seus soldats violessin les dones.
Durant la guerra russo-circassiana, l'imperi rus va utilitzar una estratègia genocida. Només uns pocs que van acceptar la russificació i van poder establir-se en altres llocs dins de l'Imperi Rus. La resta de la població circassiana va ser assassinada o expulsada. Molts no van sobreviure les dures condicions durant l'èxode, víctimes d'epidèmies, fam o naufragis. Després de la matança o l'expulsió, els pobles eren incendiats. Lev Tolstoi descriu com els soldats russos van atacar les cases durant la nit amb molta violència. William Palgrave, un diplomàtic britànic que va presenciar els fets, va escriure que «llur únic delicte va ser ‘no ser rus'». El 1864, els circassians van enviar una petició a la reina Victòria de l'Imperi Britànic per a sol·licitar ajuda humanitària. El mateix any, es va llançar la deportació massiva contra la població supervivent abans del final de la guerra el 1864 i es va completar principalment el 1867.

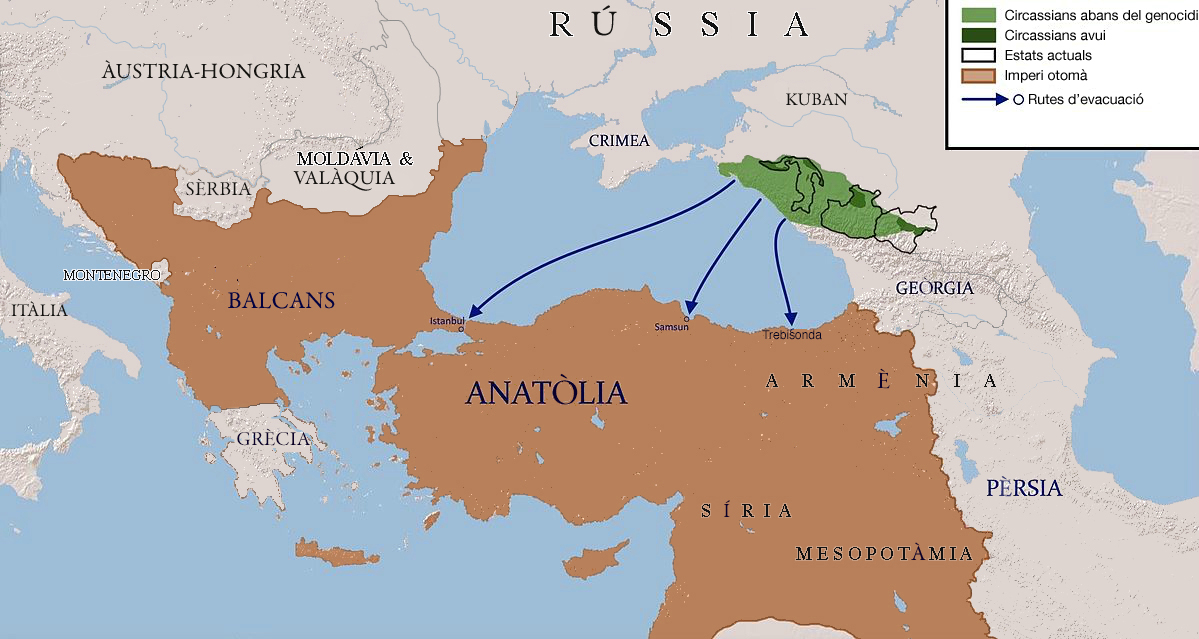
Terres circassianes i rutes d'exili

Segons les fonts, incloent-hi les xifres d'arxiu del govern rus, entre 80 i 97% de la població circassiana va perir en el procés. Les persones expulsades es van instal·lar principalment a l'Imperi Otomà. Dels refugiats, estimats entre 1 i 1,5 milions només la meitat van atènyer refugi fora de Rússia. Segons els arxius otomans gairebé un milió de migrants van entrar a les seves terres des del Caucas el 1879, però la meitat va morir poc després a conseqüència de malalties. És un dels genocidis més grossos del segle xix. El cens rus de 1897 només registra 150.000 circassians, una desena part de la població original a la regió ara conquistada. Aquesta política quadra amb una tendència molt popular a Rússia i altres imperis, des del segle xviii fins avui, que considera lícit extermini de pobles «inferiors» per reemplaçar-les per colons «civilitzats».
El 2011, Geòrgia és l'únic país que reconeix el genocidi circassià. Rússia nega activament el genocidi circassi i classifica els esdeveniments com a migració circassiana (en rus: Черкесское мухаджирство). Rússia invoca la definició de genocidi a partir de la definició de les Nacions Unides del 1948. L'esborrany del text comprenia qualsevol extermini sistemàtic de grups socials o polítics. La delegació russa el 1948 va vetar el text com que podria incloure les accions de llur màxim dirigent Ióssif Stalin (1878-1953), i el va fer reemplaçar-lo per una definició molt més restrictiva.
Alguns nacionalistes russos a la regió del Caucas continuen celebrant cada any el 21 de maig, el dia en què va començar la deportació circassiana, com a «dia de la santa conquesta». Els circassians commemoren el 21 de maig cada any com el «dia de dol circassià». El 21 de maig, circassians de tot el món protesten contra el govern rus, especialment a ciutats amb grans poblacions circassianes com Kayseri i Amman, així com altres grans ciutats com Istanbul.
Tot i que la majoria dels circassians viuen en la diàspora, actuen per fer-se reconèixer com a poble europeu, i recuperar almenys una part de llurs terres ancestrals. Uns 70.000 viuen a Síria i des del conflicte volen fugir i tornar a llurs terres ancestrals al Caucas nord. Actuen per obtenir una república pròpia al Caucas, independent d'Abkhàzia. El 2014 es va crear a Ontario al Canadà l'Organització per la Repatriació Circassiana (CRO).